# Chad Hartley
Chad Hartley (* 20. Juni 1981 in Hinsdale, Illinois) ist ein US-amerikanischer Bahn- und Straßenradrennfahrer.
Chad Hartley begann seine Karriere 2002 beim Jittery Joe’s Pro Cycling Team. 2004 gewann er den Univest Grand Prix, das McDowell Mountain Circuit Race und eine Etappe des Valley of the Sun Stage Race. Im nächsten Jahr wechselte er zu TIAA-CREF und US-amerikanischer Bahnradmeister im Madison wurde. Im Jahr 2007 fuhr Hartley beim BMC Racing Team und in den nächsten Jahren bei kleineren Mannschaften ohne internationale Erfolge zu erzielen.

## Erfolge
2004
- Univest Grand Prix

2005
- US-amerikanischer Meister – Madison

## Teams
- 2002 Jittery Joe’s-Choco-Andean Eco Coffee
- 2003 The Jittery Joe’s Pro Cycling Team
- 2004 The Jittery Joe’s Pro Cycling Team
- 2005 TIAA-CREF
- 2006 TIAA-CREF
- 2007 BMC Racing Team
- 2008 The Jittery Joe’s Pro Cycling Team

- 2010 Kenda-Gear Grinder
- 2011 Kenda-5-Hour Energy Cycling Team
- 2012 Kenda-5-Hour Energy Cycling Team